# Heptacarpus tenuissimus
Heptacarpus tenuissimus är en kräftdjursart som beskrevs av Edward Morell Holmes 1900. Heptacarpus tenuissimus ingår i släktet Heptacarpus och familjen Hippolytidae. Inga underarter finns listade i Catalogue of Life.